# Calisto Tanzi
Calisto Tanzi (Parma, 17 de novembro de 1938 — Parma, 1 de janeiro de 2022) foi um empresário italiano e fraudador condenado. Fundou a Parmalat, em 1961, após abandonar a faculdade. A Parmalat entrou em colapso, em 2003, com um rombo de 14 bilhões de euros em suas contas no que continua sendo a maior falência da Europa. Em 2008, desviou cerca de 800 milhões de euros da empresa e foi preso por fraude.

## Julgamentos e prisão
Em dezembro de 2008, foi condenado por um tribunal de Milão e sentenciado a 10 anos de prisão por fraude. Apelou da sentença, mas o tribunal de apelações a manteve, em maio de 2010. A Corte di Cassazione reduziu para oito anos e um mês, após o qual foi preso, em 5 de maio de 2011.

#### Falência da Parmalat
Em 9 de dezembro de 2010, um tribunal de Parma, o considerou culpado de falência fraudulenta e associação criminosa e o condenou a 18 anos de prisão. Apelou da sentença e o julgamento do recurso começou em dezembro de 2011, em Bolonha. Apelou da sentença, mas a corte de apelação manteve a condenação, em maio de 2010. A Corte di Cassazione reduziu, entretanto, a condenação para oito ano e um mês, depois da qual foi preso, em 5 de maio de 2011.

#### Falência da Parmatour
Em 20 de dezembro de 2011, foi condenado a mais nove anos e dois meses pela falência da Parmatour. Apelou da sentença e o julgamento se iniciou em dezembro de 2011, em Bolonha.

#### Falência do Parma AC
O Parma foi multado em 10 mil euros e foi proibido de jogar futebol por seis meses por conta falsa na temporada de 2002-03.

## Apreensão de arte
Em 2001, de acordo com a Forbes, ele foi listado como um bilionário com um patrimônio líquido de cerca de US$ 1,3 bilhão.
Em dezembro de 2009, as autoridades italianas anunciaram que haviam apreendido dezenove obras de arte pertencentes a Tanzi, que estavam escondidas na casa de seus amigos. As obras de arte teriam valido mais de 100 milhões de euros e incluíam pinturas e desenhos de Picasso, Monet e van Gogh. Tanzi negou possuir qualquer obra de arte oculta. O promotor de Parma, Gerardo Laguardia, disse que as autoridades agiram rapidamente para apreender as fotos ao descobrir que elas haviam sido colocadas à venda. As autoridades disseram que Stefano Strini, genro de Tanzi, estava sendo investigado por supostamente ter manuseado a obra de arte. Em 29 de outubro de 2019, a coleção de arte de Tanzi foi leiloada em Milão. “Tesouros redescobertos: impressionistas e obras-primas modernas de uma coleção particular” incluiu obras de artistas como Balla, Gauguin, Cézanne, Kandinsky, Matisse, Modigliani e van Gogh.

## Homenagens
Tanzi foi nomeado Cavaliere del Lavoro em 1984 e Cavaliere di Gran Croce Ordine al Merito della Repubblica Italiana em 1999. Ambas as homenagens, no entanto, foram retiradas por motivo de 'indignidade' na sequência do caso Parmalat - ainda antes da condenação final por falência - pelo presidente Giorgio Napolitano.

## Morte
Tanzi morreu de pneumonia em um hospital de Parma em 1º de janeiro de 2022, aos 83 anos.